# Lars Bak (informaticien)
Pour les articles homonymes, voir Bak.
Lars Bak est un informaticien danois spécialiste de la virtualisation qui travaille depuis 2004 pour Google où il contribue au navigateur Google Chrome en coordonnant le développement du moteur JavaScript V8. Il vit près d'Aarhus au Danemark.
En 1994, il rejoint LongView Technologies LLC où il conçoit et développe des machines virtuelles à haute performance pour Smalltalk et Java. Après le rachat de LongView par Sun Microsystem en 1997, il devient responsable du développement de l'équipe HotSpot dans le département Java de Sun Software Division où il développe une machine virtuelle java à haute performance,.
Il est également, avec son collègue Kasper Lund, à l'origine du projet Dart développé chez Google,.

## Brevets
Lars Bak détient 18 Brevets US dans la virtualisation. En 2010, après qu'Oracle a racheté Sun Microsystems et avec le départ de Lars Bak pour Google, Oracle a déposé plainte contre Google pour infraction à plusieurs brevets logiciels dont « l'interprétation de fonctions en utilisant un hybride de machine virtuelle et d'instructions machine » déposé par Lars Bak et al.